# Rupture(s)
Pour les articles homonymes, voir Rupture.
Pour plus de détails, voir Fiche technique et Distribution.
Rupture(s) est un film français de Christine Citti sorti en 1993. C'est son premier long métrage en tant que réalisatrice.

## Synopsis
Après le suicide d'une jeune fille, sa famille et ses amis se retrouvent, et se remettent en question.

## Fiche technique
- Réalisation : Christine Citti
- Scénario : Christine Citti, Alexandra Deman
- Image : Jean-Yves Delbreuve
- Production : Les Films Ariane
- Date de sortie : 27 octobre 1993
- Durée : 95 minutes

## Distribution
- Emmanuelle Béart : Lucie
- Michel Piccoli : Paul
- Nada Strancar : Clara
- Anouk Aimée : Marthe
- Laurent Grévill : Lucien
- Marc Citti : Fred
- Patrick Blondel : Thomas
- Eva Ionesco : Anna
- Guilaine Londez : Cordelia
- Didier Flamand
- Jacques Weber
- Nathalie Schmidt : Marie
- Anne Alvaro
- Catherine Arditi
- Pierre Aussedat